# Tom Winters
Tom Winters – amerykański kierowca wyścigowy.

## Kariera
Winters rozpoczął karierę w międzynarodowych wyścigach samochodowych w 1980 roku od startu w World Challenge for Endurance Drivers, gdzie jednak nie zdobywał punktów. W późniejszych latach Amerykanin pojawiał się także w stawce World Championship for Drivers and Makes, IMSA Camel GTO, IMSA GTU Championship, 24-godzinnego wyścigu Le Mans, FIA World Endurance Championship, IMSA Camel Lights oraz SCCA Coors RaceTruck Challenge.